# Zhen Lan Wu
Zhen Lan Wu (translitera del 吴珍兰) (1939) es un botánico chino, con experiencia sobre las familias Poaceae, Adoxaceae, con énfasis en los géneros Trisetum, Oryzopsis.
Se ha desempeñado como investigador del "Laboratorio Estatal Llave de Botánica Evolucionaria y Sistemática", "Instituto de Botánica", "Academia China de Ciencias de Pekín".

## Algunas publicaciones
- Zhen-lan Wu, sylvia m. Phillips. "Aira". En Flora de China vv. 22 pp. 316, 334. Publicó Science Press (Pekín) & Missouri Bot. Garden Press

- -----------------, ----------------------. "Notes on the grasses (Poaceae) for the Flora of China, VI. New combinations in Stipeae and Anthoxanthum". Novon 15: 474-476

- Sheng-lian Lu; Yong-hua Sun; Shang-wu Liu; Yong-chaug Yang; Zhen-lan Wu. 1987. Flora reipublicae popularis Sinicae delectis florae reipublicae popularis Sinicae agendae academiae Sinicae edita: Tom 9(3). Angiospermae. Monocotyledoneae. Gramineae(3) Pooideae xvi, 358 p. il. 8.º
- La abreviatura «Z.L.Wu» se emplea para indicar a Zhen Lan Wu como autoridad en la descripción y clasificación científica de los vegetales.[2]